# Tonasket
La ville américaine de Tonasket (en anglais [təˈnæskət]) est située dans le comté d'Okanogan, dans l’État de Washington. Lors du recensement de 2010, sa population s’élevait à 1 032 habitants, estimée à 1 126 habitants en 2017.

## Histoire
À l'origine un lieu traditionnel de séjour saisonnier des Okanagans, la ville a été incorporée en 1927. Elle tient son nom du chef okanagan Tonasket.

## Démographie
| Groupe            | Tonasket | Washington | États-Unis |
| ----------------- | -------- | ---------- | ---------- |
| Blancs            | 81,9     | 77,3       | 72,4       |
| Autres            | 11,2     | 5,7        | 6,4        |
| Métis             | 3,3      | 4,7        | 2,9        |
| Amérindiens       | 2,0      | 1,5        | 0,9        |
| Asiatiques        | 1,0      | 7,2        | 4,8        |
| Afro-Américains   | 0,6      | 3,6        | 12,6       |
| Total             | 100      | 100        | 100        |
|                   |          |            |            |
| Latino-Américains | 16,5     | 11,2       | 16,7       |

Selon l'American Community Survey, pour la période 2011-2015, 92,93 % de la population âgée de plus de 5 ans déclare parler anglais à la maison, alors que 5,84 % déclare parler l'espagnol et 1,23 % une autre langue.
En 2010, la population latino-américaine est majoritairement composée de Mexicano-Américains, qui représentent 14,1 % de la population totale de la ville.

## Source
- (en) Cet article est partiellement ou en totalité issu de l’article de Wikipédia en anglais intitulé « Tonasket, Washington » (voir la liste des auteurs).

1. ↑  (en-US) « American Indian Place Names in Washington », sur nativeamericannetroots.net, 14 mars 2013 (consulté le 4 avril 2018).
2. ↑  (en) « Tonasket, WA Population - Census 2010 and 2000 », sur censusviewer.com.
3. ↑  (en) « Population of Washington - Census 2010 and 2000 », sur censusviewer.com.
4. ↑  (en) « Language spoken at home by ability to speak english for the population 5 years and over », sur factfinder.census.gov.
5. ↑  (en) « Hispanic or Latino by Type: 2010 », sur factfinder.census.gov (consulté le 23 juin 2018).